# Francesco Durante
Pour les articles homonymes, voir Durante.
Pour l’homme politique et chirurgien italien, voir Francesco Durante (chirurgien).
Francesco Durante (parfois appelé en français François Durante), né le 31 mars 1684 à Frattamaggiore (Campanie) et mort le 30 septembre 1755 à Naples, est un compositeur italien de musique baroque.

## Biographie
Né dans une famille de musiciens, il se rendit à Naples en 1699, à la mort de son père, pour poursuivre ses études musicales auprès de son oncle Angelo, directeur du conservatoire de Sant'Onofrio. À Naples en 1705, il fit jouer sa première œuvre connue, un « scherzo drammatico » aujourd'hui perdu.
Durant quelques mois, entre 1710 et 1711, il enseigna au conservatoire de Sant'Onofrio, avant de prendre le chemin de Rome où il séjourna probablement en 1718. Nommé en 1728 maître de musique au Conservatoire dei Poveri di Gesù Cristo à Naples, il  eut Pergolèse parmi ses élèves. Il démissionna de ce poste en 1739, sans qu'on en connaisse les raisons, puis en 1742, il succéda à Nicola Porpora au conservatoire Conservatoire de Santa Maria di Loreto, le plus ancien et le plus grand conservatoire napolitain dont il sut relever le niveau.
À partir de 1745, et jusqu'à sa mort, il cumula cette charge avec celle de « primo maestro » de Sant'Onofrio, où il avait été rappelé.
Parmi ses élèves, outre Pergolèse, il faut citer notamment Niccolò Vito Piccinni, Tommaso Traetta, Giovanni Paisiello, Antonio Sacchini, Niccolò Jommelli, Egidio Duni, Pasquale Anfossi, Pietro Guglielmi et Domènec Terradellas.
Durante, qui toucha tous les genres de musique, laisse une œuvre extrêmement abondante. Il est regardé au XIXe siècle comme le chef de l'école musicale moderne.
Il mourut en 1755, d'une indigestion de melons, dit-on[réf. nécessaire].
Son œuvre est immense et 62 volumes manuscrits sont conservés  à la Bibliothèque nationale de France.

## Compositions remarquables
- Six sonates pour clavecin en 2 parties : Studio, Divertimento (« Pour l'Étude », « Pour le Divertissement »), 1732
- Messa de’morti (« Messe des Morts ») pour huit voix, 1746
- Lamentationes Jeremiæ Prophetæ (« Lamentations du prophète Jérémie », 1751)
- Sant’Antonio di Padova, (« Saint Antoine de Padoue », 1754)
- Miserere (Psaume 50, 1754).
- La Cerva assetata ovvero L’Anima nelle fiamme (La Biche assoiffée ou L'Âme dans les flammes), drame sacré, 1719. Œuvre perdue.
- Abigaile (1736). Œuvre perdue.
- Magnificat (date inconnue).

### Medias
? Vergine tutto amore [Fiche]